# Aristó (dramaturg)
Aristó (grec antic: Ἀρίστων) va ser un dramaturg grec, fill de Sòfocles i Teoris, segons diu la Suïda.
Va tenir un fill, de nom Sòfocles, que hauria tret a la llum l'obra Èdip a Colonos del seu avi, l'any 401 aC. Un Aristó escriptor de tragèdies esmentat per Diògenes Laerci podria ser aquest mateix personatge, però no és segur.